# 常盤会短期大学
もしかして
- 常磐会短期大学

ではありませんか？